# Хомйонжа-Ксенжа (Куявсько-Поморське воєводство)
Хомйонжа-Ксенжа (пол. Chomiąża Księża, нім. Geistlich Chomionza) — село в Польщі, у гміні Жнін Жнінського повіту Куявсько-Поморського воєводства.
Населення — 30 осіб (2011).
У 1975-1998 роках село належало до Бидгощського воєводства.

## Демографія
Демографічна структура станом на 31 березня 2011 року:
|          | Загалом | Допрацездатний вік | Працездатний вік | Постпрацездатний вік |
| -------- | ------- | ------------------ | ---------------- | -------------------- |
| Чоловіки | 15      | 1                  | 12               | 2                    |
| Жінки    | 15      | 1                  | 11               | 3                    |
| Разом    | 30      | 2                  | 23               | 5                    |